# Manuel Klein (Schauspieler, 1980)
Manuel Alec Klein (* 26. Juli 1980 in Augsburg) ist ein deutscher Schauspieler.

## Leben
Manuel Klein wurde 1980 in Augsburg geboren und wuchs im Süden von München auf. Nach seiner Schulausbildung studierte er zunächst zwei Semester Film und Schauspiel an der Academy of Art University in San Francisco von 2000 bis 2001. Danach studierte er Schauspiel an der Internationalen Schule für Schauspiel und Acting in München.
Nach seinem Abschuss spielte er in zahlreichen Rollen an verschiedenen deutschsprachigen Bühnen. Engagements führten ihn u. a. in die Schwankhalle Bremen, das Altonaer Theater und das Theater Bonn. Mit den Theatergastspielen Kempf GmbH war er in der Rolle des Don Carlos in dem gleichnamigen Stück von Schiller in den Jahren 2013 bis 2017 auf Tournee. Seit 2008 spielte er in zahlreichen Produktionen des Fringe Ensembles in Bonn. 2012 war er als William Ohlert in Winnetou II im Open-Air Theater im Kalkbergstadion bei den Karl-May-Spielen in Bad Segeberg zu sehen. 2018 übernahm er die Rolle des Frank Farmer in Bodyguard – Das Musical.
Neben seiner Tätigkeit am Theater ist er auch in unterschiedlichen Rollen für Film und Fernsehen zu sehen.
Manuel Klein ist Mitglied von Equity und des BFFS.

## Filmografie (Auswahl)
- 2006: Wie es bleibt
- 2009: Mein Mann, seine Geliebte und ich (Fernsehfilm)
- 2009: Anna und die Liebe (Fernsehserie, eine Folge)
- 2013: Als meine Frau mein Chef wurde …
- 2015: Großstadtrevier (Fernsehserie, Folge Die Heidekönigin)
- 2016: Der Alte (Fernsehserie, Folge Therapie für Tote )
- 2016: Die Reise mit Vater
- 2017: Hurricane – Mission of Honor
- 2018: Hackerville (Fernsehserie, eine Folge)
- 2019: Wir sind die Welle (Fernsehserie, 5 Folgen)
- 2022: Phantastische Tierwesen: Dumbledores Geheimnisse
- 2022: Die Rosenheim-Cops (Fernsehserie, 1 Folge)
- 2022: Unter uns (Fernsehserie, 6 Folgen)
- 2023: Outlander Season 7 (1 Episode)
- 2023: We were the lucky Ones
- 2023: Indiana Jones und das Rad des Schicksals